# Sphecodes shawi
Sphecodes shawi är en biart som beskrevs av Lovell 1911. Sphecodes shawi ingår i släktet blodbin, och familjen vägbin. Inga underarter finns listade i Catalogue of Life.